# Paläontologisches Museum Zürich
Das Paläontologische Museum Zürich, seit 2024 Teil des Naturhistorischen Museums der Universität Zürich, war der öffentlich zugängliche Teil des Paläontologischen Instituts und Museums der Universität Zürich (UZH). 1991 wurde das Museum offiziell eröffnet, nachdem es bereits seit 1965 als Schausammlung öffentlich zugänglich war. Die Sammlungsstücke an Fossilien gingen bis auf das 17. Jahrhundert zurück. Das Paläontologische Museum teilte sich die Ausstellungsfläche zwischen 1956 und 2024 mit dem Zoologischen Museum Zürich.

## Bestand
Das Museum zeigte eine der weltweit bedeutendsten Sammlungen an Meeresfischen und -sauriern aus der Zeit vor etwa 245,9 bis 228,7 Millionen Jahren, der Mitteltrias. Zentraler Ausstellungsgegenstand waren die gut konservierten Fossilien des seit Juli 2003 auf der UNESCO-Welterbe-Liste stehenden Berges San Giorgio im Kanton Tessin im Süden der Schweiz.
Fossilien aus der Schweiz, den Alpen und Nordamerika ergänzten die Ausstellung und gaben Einblicke in die jüngere Erdgeschichte.
Die Sammlung, geordnet nach dem Prinzip Systematik – Stratigraphie – Geographie, hatte einen Umfang von etwa 100'000 Wirbellosen, 10'000 Wirbeltieren und 6000 „Tessin-Fossilien“.

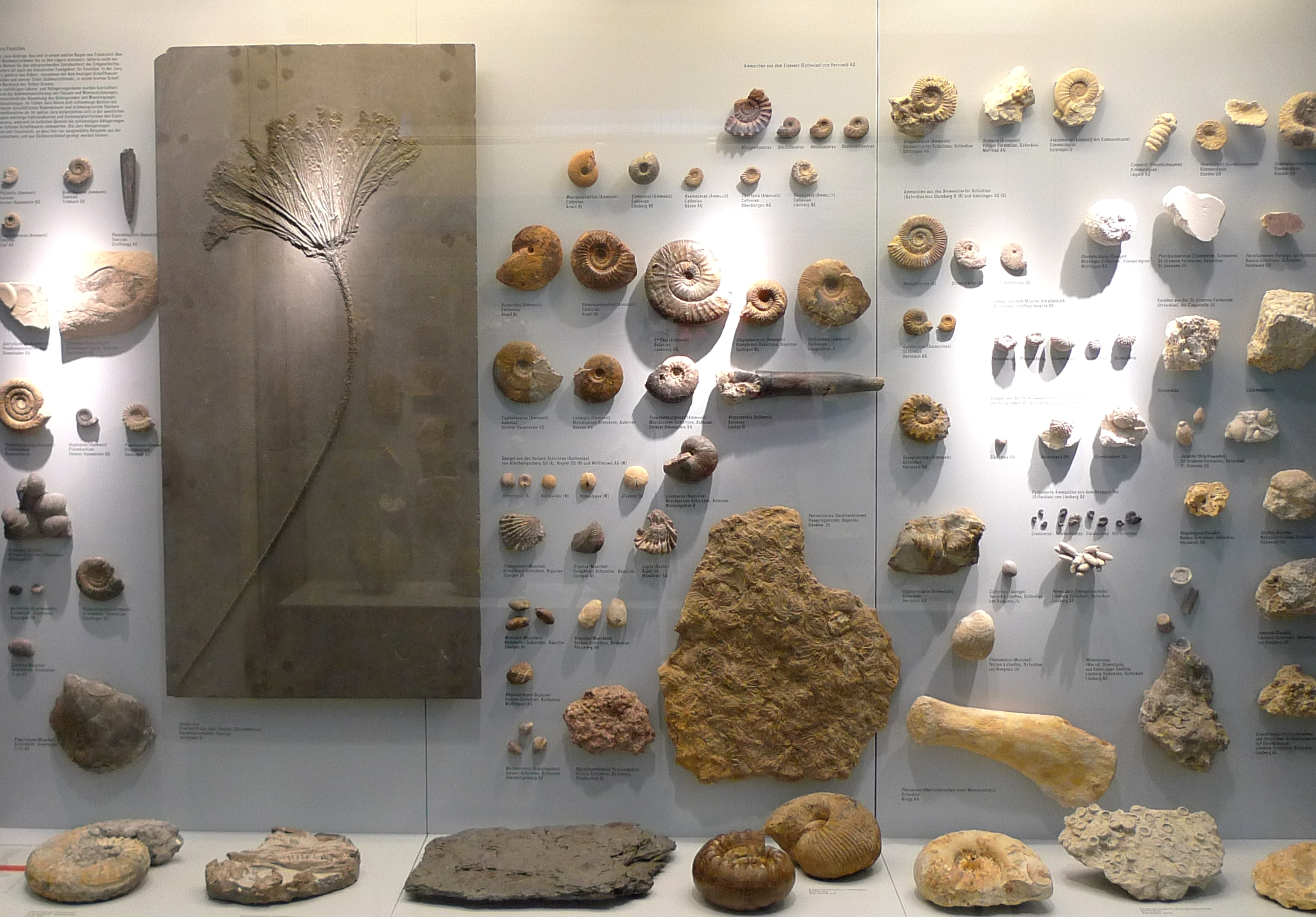
Schaukasten mit Wirbellosen
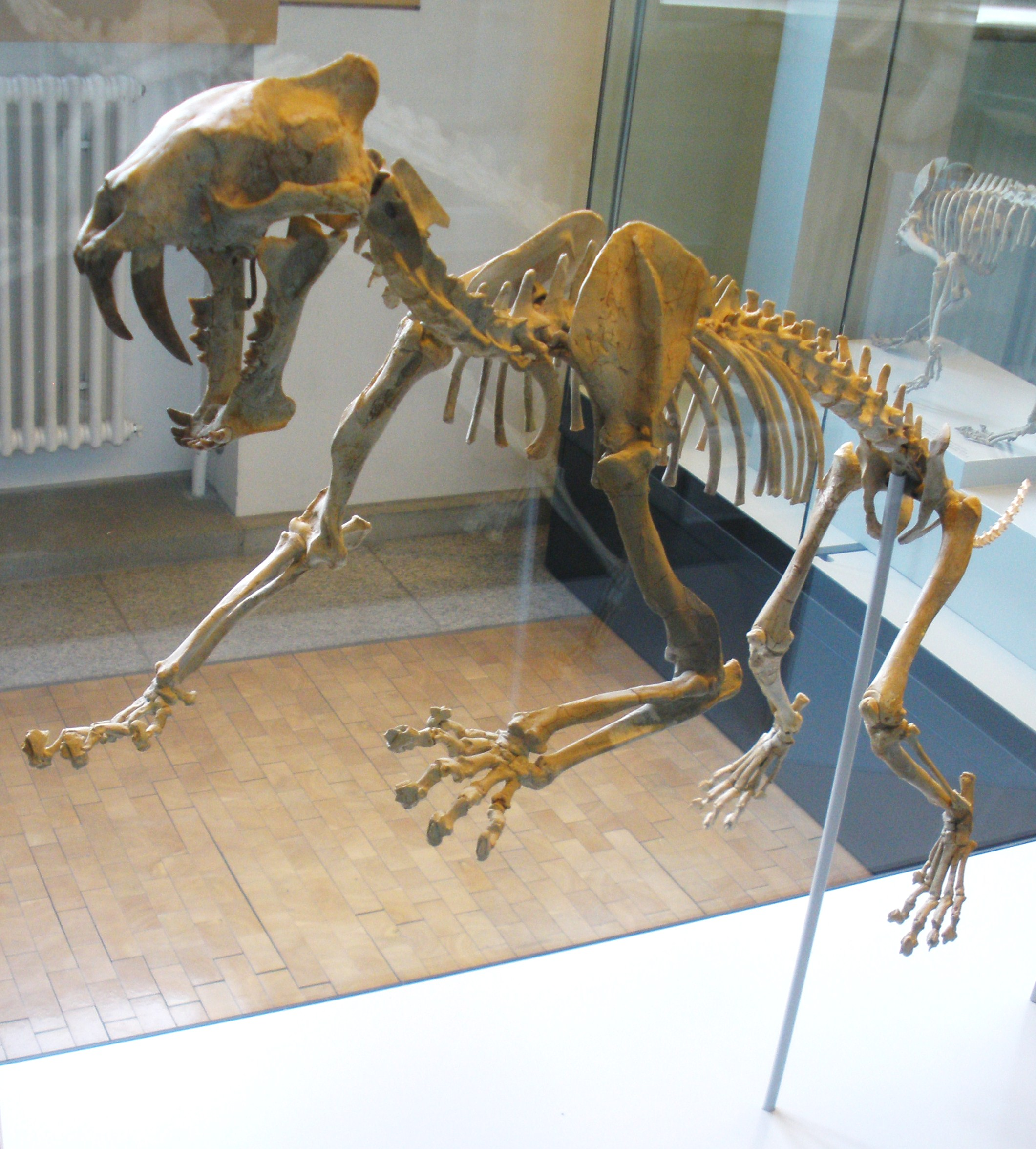
Hoplophoneus primaevus
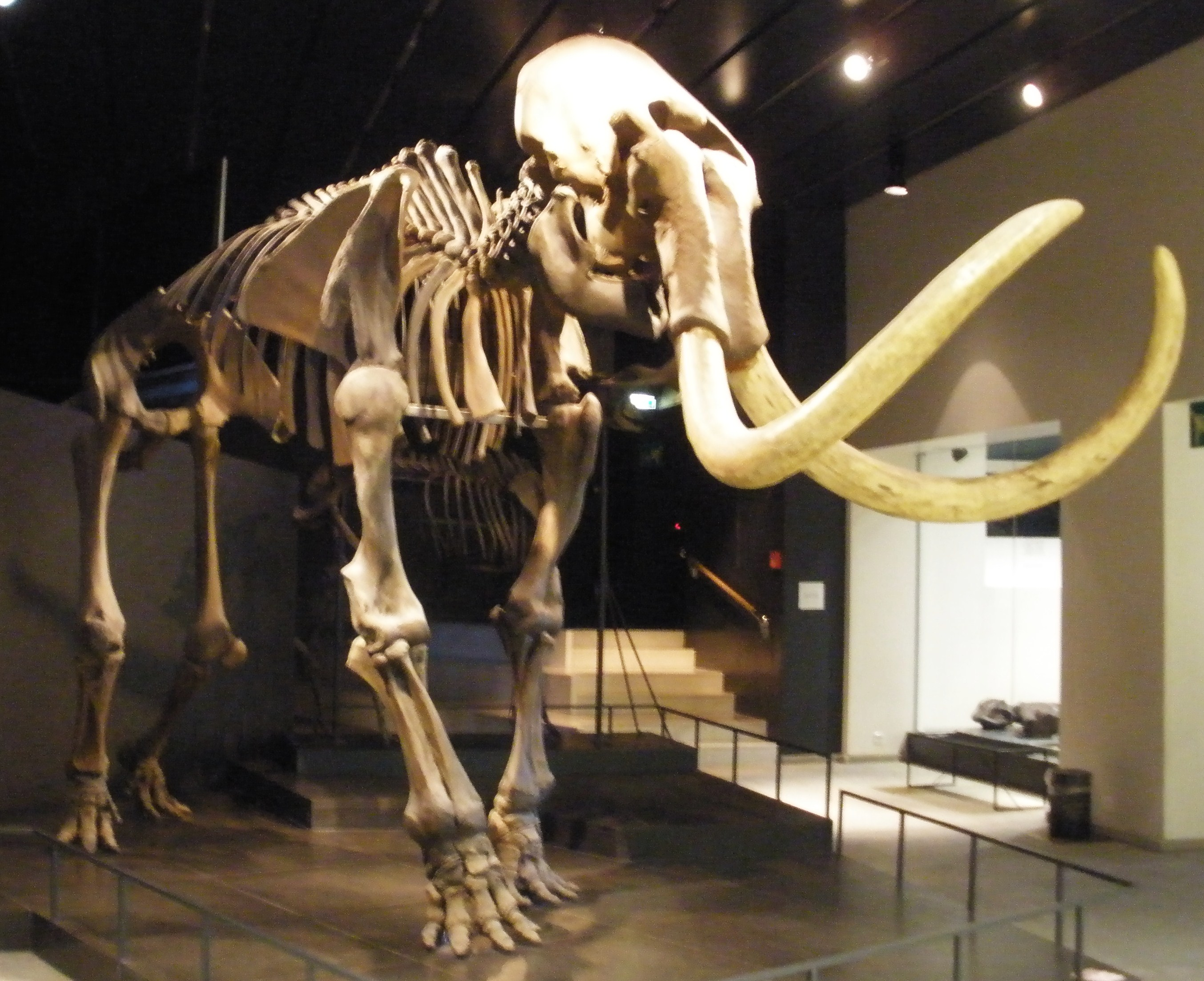
Elephas primigenius
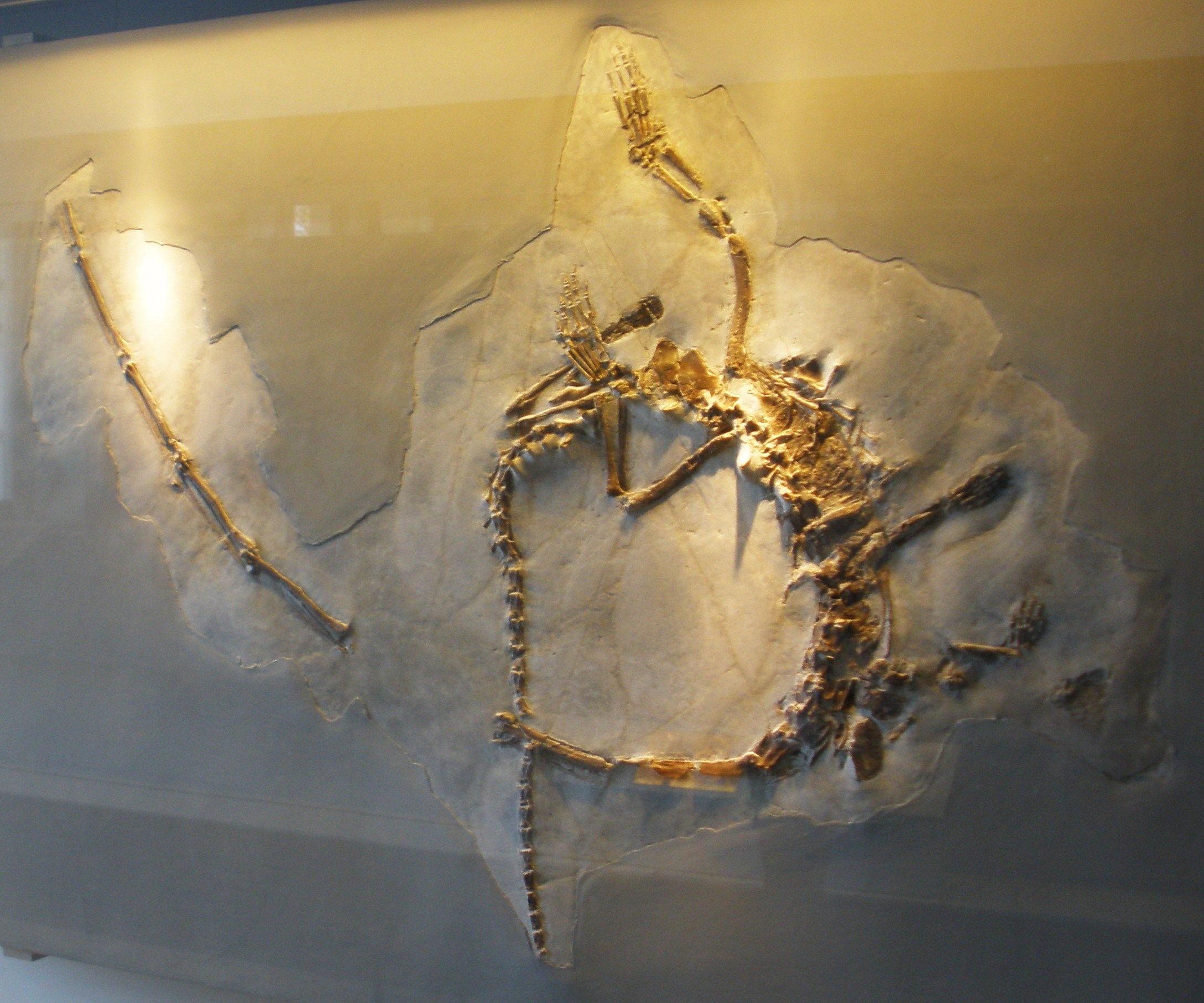
Tanystropheus longobardicus

## Institutsdirektoren
Erster Ordinarius für Paläontologie an der Universität Zürich war Bernhard Peyer von 1943 bis 1955. Auf ihn folgten untenstehende Ordinarii, die gleichzeitig als Direktoren dem 1956 gegründeten Paläontologischen Institut und Museum vorstanden:
- Emil Kuhn-Schnyder 1956–1976
- Hans Rieber 1976–2001
- Hugo Bucher seit 2001